# Scarred (canción)
«Scarred» es la décima pista del álbum Awake de la banda de metal progresivo Dream Theater. La letra fue compuesta por John Petrucci y con 11 minutos de duración es la pista más larga del álbum.
La canción aparece también en el CD en vivo Chaos In Motion.